# Osphryon bispinosus
Osphryon bispinosus är en skalbaggsart som beskrevs av Nylander 1998. Osphryon bispinosus ingår i släktet Osphryon och familjen långhorningar. Inga underarter finns listade i Catalogue of Life.